# Gai Vel·lei Patèrcul
Gai Vel·lei Patèrcul (llatí: Gaius Velleius Paterculus; Campània, 19 aC-30) va ser un historiador romà contemporani d'August i Tiberi.

## Entorn familiar
Era nascut a la Campània, procedent d'una família dirigent. Vel·lei descendia de Deci Magi, el líder del partit romà de Càpua durant la Segona Guerra Púnica. De Minaci Magi, que va servir a Roma durant la guerra social, va obtenir la ciutadania en recompensa i va tenir dos fills que van ser pretors. El seu avi es va suïcidar a Nàpols l'any 40 aC. El seu pare va tenir un alt comandament en l'exèrcit, en el qual Vel·lei Patèrcul el va succeir.

## Carrera militar
Va començar la seva carrera militar al servei de Gneu Pompeu Magne i de Brutus.
Més endavant, va acompanyar Gai Cèsar en la seva expedició a l'Orient i va estar present en l'entrevista amb el rei part l'any 2. En aquests anys, va ser tribú dels soldats i tribú de camp. L'any 4, va servir amb Tiberi a Germània succeint al seu pare com a praefectus equitum. Durant vuit anys, va servir amb Tiberi com a prefecte o legat en diverses campanyes a Germània, Pannònia i Dalmàcia. L'any 6 va ser elegit qüestor, càrrec que va exercir l'any 7. Va tornar a Roma amb Tiberi l'any 12.

## Retorn a Roma
L'any 14, August el va descartar per a ser pretor, però la mort d'aquest emperador va deixar obsolet el vet i Tiberi el va fer elegir amb el seu germà Magi Macer.

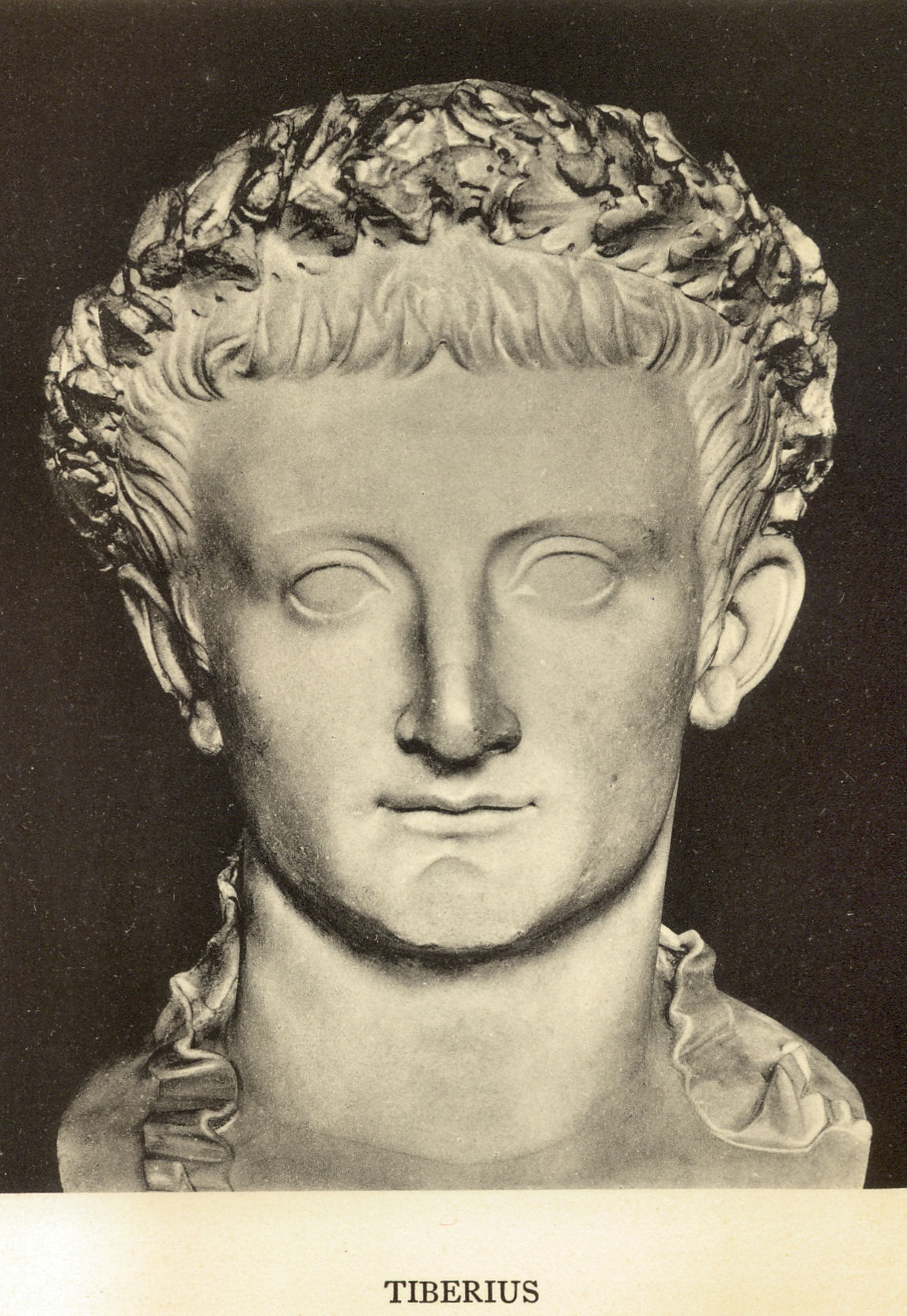
A Vel·lei, se l'ha acusat d'elogiar excessivament l'emperador Tiberi (imatge)

Henry Dodwell (1641-1711) opina que Vel·lei podia haver estat involucrat en la caiguda de Sejà o que potser, prudentment, es va limitar a portar una vida retirada com a historiador i escriptor.
Va morir l'any 31 aC. El seu nom apareix en una inscripció africana.

## Historiador
Va escriure una història de Roma dirigida a Marc Vinici, que llavors era cònsol.
L'obra, en dos llibres, porta el títol de C. Velleii Paterculi Historiae Romane ad At Vinicium Cos. Libri II, i va ser probablement escrita l'any 30. Amb pretensions de ser una història universal, tracta principalment els temes que afecten Roma. S'inicia amb la destrucció de Troia i acaba l'any 30. Només inclou una sèrie de fets, deixant de banda molts d'altres que jutja menys interessants. És poc imparcial quan parla de Tiberi, al qual elogia excessivament. Les seves fonts son Cató, Titus Livi i l'autobiografia d'August.

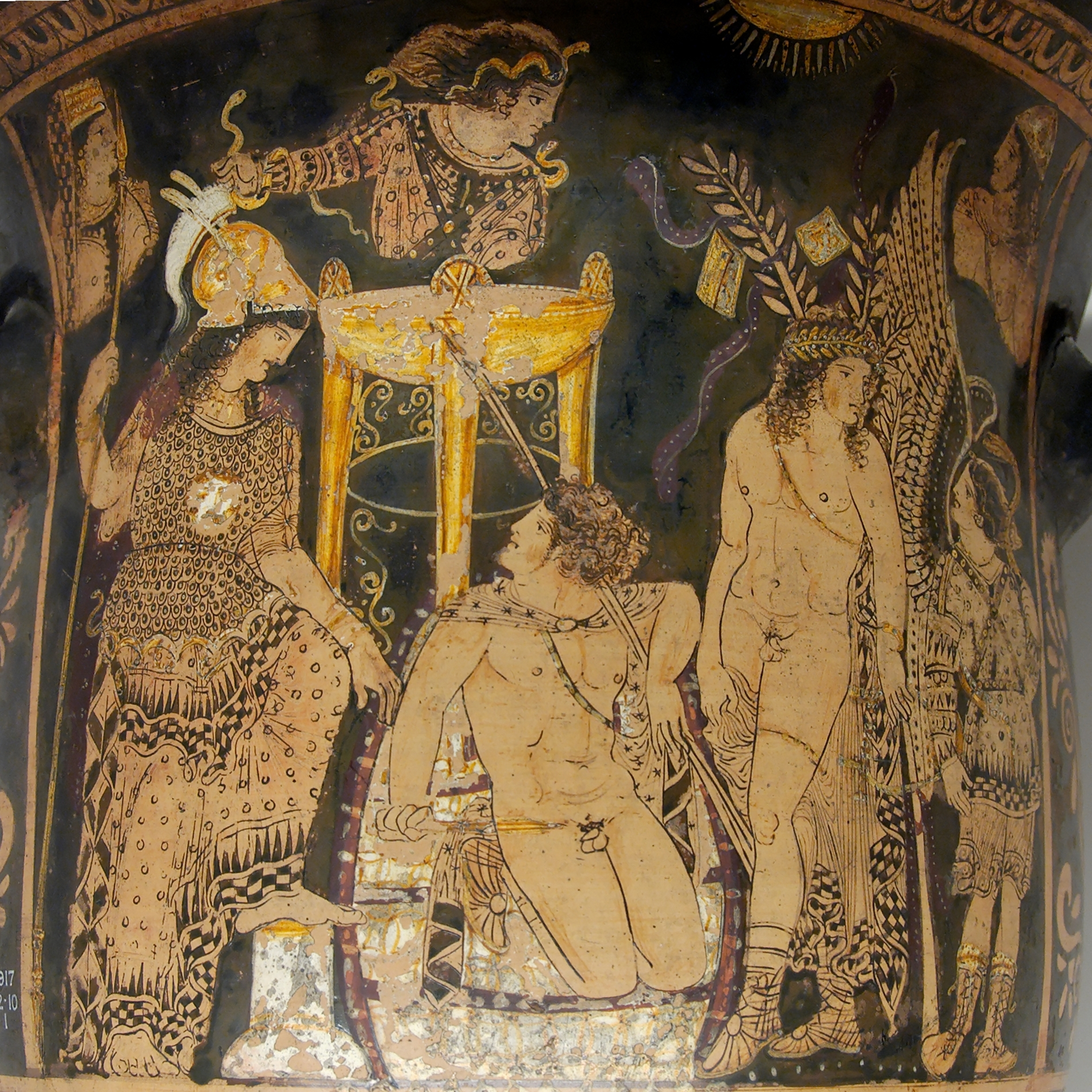
El capítol I de la seva història de Roma comença amb la destrucció de Troia, fent una reflexió sobre Orestes. En aquesta ceràmica, representació d'Orestes

Al segle xx, s'ha revalorat la seva obra, ja que molts autors opinen que les seves adulacions cap a Tiberi podrien no ser degudes a un servilisme sinó a una adulació sincera, després d'haver estat junts durant molts anys servint en l'exèrcit. A més, a favor seu cal dir que la seva redacció no és gens monòtona, sinó que va acompanyada d'anècdotes i de reflexions morals. Els retrats que fa de persones cèlebres són remarcables. Les narracions històriques estan complementades amb anotacions de geografia política, així com l'enumeració de la data de fundació des de les colònies romanes i la llista de les províncies. És l'únic historiador llatí que no es va descuidar de fer un apartat per parlar de la literatura grega i llatina. El llibre conté també informació biogràfica sobre el mateix autor.
El llibre va estar perdut durant anys, fins que el 1515 l'humanista Beatus Rhenanus el va trobar en una abadia de Murbach (França) i en va fer una reedició. El seu amanuense, Albert Burer, va afegir al final de la còpia un apèndix de correccions històriques que en va deduir amb la comparació amb el Còdex Murbacensis, avui dia desaparegut.